# Resolutie 2311 Veiligheidsraad Verenigde Naties
Resolutie 2311 van de Veiligheidsraad van de Verenigde Naties werd unaniem aangenomen door de VN-Veiligheidsraad op 6 oktober 2016, en beval de Algemene Vergadering aan om António Guterres te benoemen als tot de volgende secretaris-generaal van de Verenigde Naties.

## Achtergrond

### De genomineerde
António Guterres (Lissabon, 30 april 1949) is een Portugees politicus. Hij was voorzitter van de Socialistische Partij in Portugal, en eind jaren 1990 premier. Van 2005 tot 2015 was hij hoge commissaris voor de Vluchtelingen van de Verenigde Naties.

### Verloop van de nominatie
Guterres kwam na zes opiniepeilingen in de Veiligheidsraad van 21 juli tot 5 oktober 2016 met voorsprong naar voren als de meest gewenste kandidaat. Bij elke peiling konden de leden kiezen voor "steun", "geen steun" of "geen mening". Op 5 oktober was hij de enige van de tien overblijvende kandidaten – drie hadden zich reeds teruggetrokken – die een tegenstem kreeg van een permanent noch niet-permanent lid van de Veiligheidsraad. Daarenboven stemden dertien van de vijftien leden voor hem.
De dag nadien volgde een formele stemming, waarbij zijn aanbeveling formeel en unaniem werd bekrachtigd door resolutie 2311. De selectie kwam daarmee onverwacht snel ten einde. Zo werd gedacht dat Rusland tegen Guterres zou stemmen omdat het eerder had aangegeven een Oost-Europeaan te verkiezen.

### Overige kandidaten

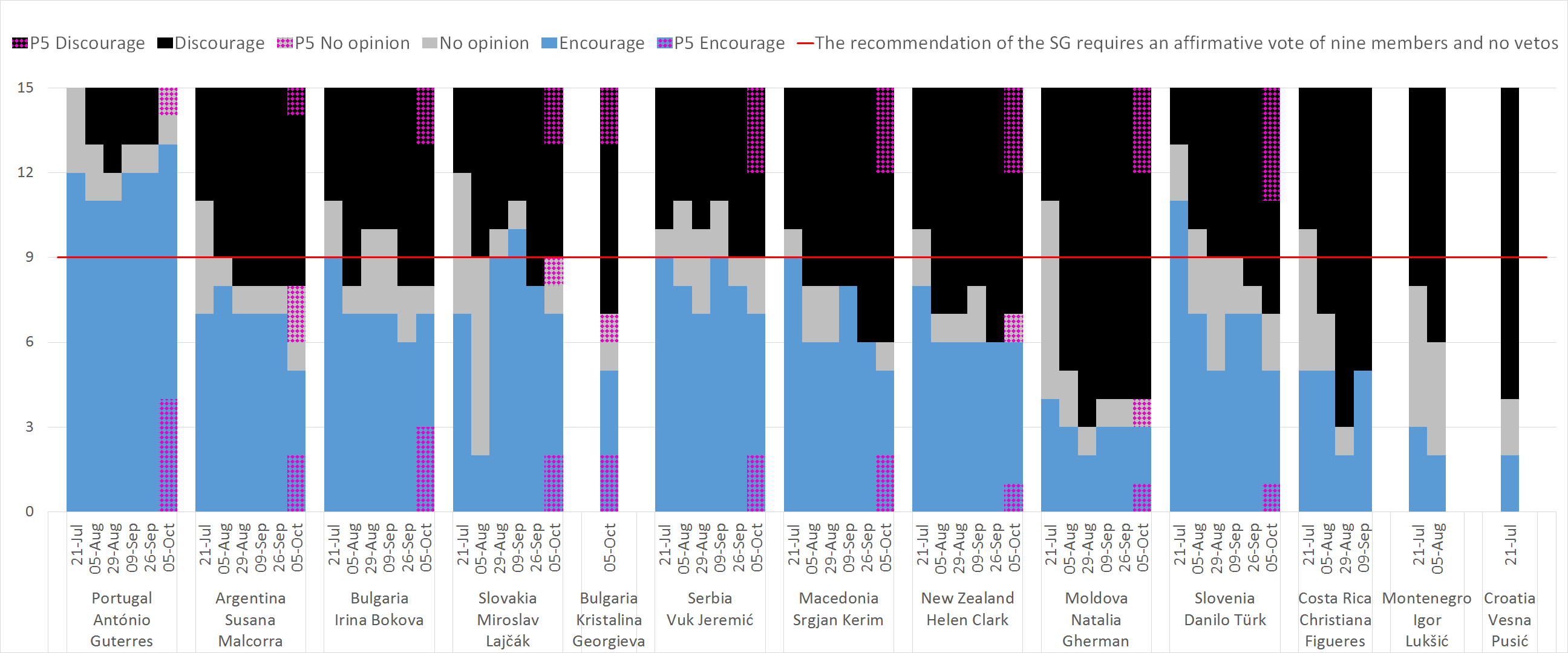
De resultaten van de opeenvolgende opiniepeilingen per kandidaat. Blauw is "steun", zwart "geen steun" en grijs "geen mening". In de laatste peiling konden de vijf permanente leden van de Veiligheidsraad hun veto stellen. Hun opinie is gemarkeerd met een paars patroon.

Naast António Guterres waren er nog twaalf kandidaturen voor de positie van secretaris-generaal. Verscheidene kandidaten kwamen uit Oost-Europa, de enige groep van landen binnen de VN die nog geen secretaris-generaal had geleverd. Verder waren er voor het eerst ook veel – zeven van de dertien – vrouwelijke kandidaten geweest.
- De voormalige minister van Buitenlandse Zaken van Macedonië Srgjan Kerim. Tussen 2007 en 2008 was hij voorzitter van de Algemene Vergadering van de Verenigde Naties. Op 30 december 2015 was hij voorgedragen door zijn land.
- De Kroatische minister van Buitenlandse en Europese Zaken Vesna Pusić werd op 14 januari 2016 genomineerd door haar land. Op 4 augustus trok ze zich terug, nadat uit de eerste opiniepeiling was gebleken dat elf leden van de Veiligheidsraad haar niet steunden.
- Op 15 januari 2016 stelde Igor Lukšić zich kandidaat. Hij is gewezen premier van Montenegro en toen minister van Buitenlandse Zaken.
- Danilo Türk werd op 9 februari 2016 voorgedragen door de Sloveense regering. Hij diende in de jaren 1990 als VN-ambassadeur van Slovenië, was begin jaren 2000 assistent-secretaris-generaal voor Politieke Zaken en van 2007 tot 2012 president van Slovenië.
- De Bulgaarse Irina Bokova, gewezen minister van Buitenlandse Zaken en het hoofd van UNESCO. Ze werd op 11 februari 2016 genomineerd door de Bulgaarse regering, maar toen ze na de eerste peilingen niet tot de favorieten behoorde nomineerde die Kristalina Georgieva in de plaats.
- Op 19 februari 2016 droeg Moldavië Natalia Gherman voor. Zij was minister van Buitenlandse Zaken en Europese Integratie, en diende in 2015 even als waarnemend premier van Moldavië.
- De voormalige eerste minister van Nieuw-Zeeland en hoofd van het VN-Ontwikkelingsprogramma Helen Clark werd op 5 april 2016 voorgedragen door haar land.
- Op 12 april 2016 steunde Servië de kandidatuur van Vik Jeremić. Hij was minister van Buitenlandse Zaken en diende in 2012 en 2013 als voorzitter van de Algemene Vergadering van de Verenigde Naties.
- Susana Malcorra uit Argentinië stelde op 23 mei 2016 haar kandidatuur. Ze had ervaring bij de VN als ondersecretaris-generaal voor Veldondersteuning en kabinetschef bij het Secretariaat van de Verenigde Naties. Vanaf 2015 was ze minister van Buitenlandse Zaken van Argentinië.
- Op 25 mei 2016 stelde de Slowaak Miroslav Lajčák zijn kandidatuur. Hij is voormalig hoge vertegenwoordiger voor Bosnië en Herzegovina en op dat moment minister van Buitenlandse Zaken van Slowakije.
- Christiana Figueres uit Costa Rica werd op 7 juli 2016 voorgedragen door haar land. Ze was toen uitvoerend secretaris van het VN-Klimaatverdrag. Op 12 september 2016 trok ze zich terug bij gebrek aan steun bij de peilingen.
- De Bulgaarse Kristalina Georgieva is gewezen eurocommissaris voor Internationale Samenwerking, Humanitaire Hulp en Crisisbeheersing en daarop eurocommissaris voor Begroting en Personeelszaken. Ze werd op 28 september 2016 door Bulgarije voorgedragen.

## Inhoud
De Veiligheidsraad overwoog de kwestie in verband met de aanbeveling van de secretaris-generaal van de Verenigde Naties, en beval de Algemene Vergadering aan om Guterres aan te stellen als secretaris-generaal voor een ambtstermijn van 1 januari 2017 tot 31 december 2021.
Lijst ·  2260 ·  2261 ·  2262 ·  2263 ·  2264 ·  2265 ·  2266 ·  2267 ·  2268 ·  2269 ·  2270 ·  2271 ·  2272 ·  2273 ·  2274 ·  2275 ·  2276 ·  2277 ·  2278 ·  2279 ·  2280 ·  2281 ·  2282 ·  2283 ·  2284 ·  2285 ·  2286 ·  2287 ·  2288 ·  2289 ·  2290 ·  2291 ·  2292 ·  2293 ·  2294 ·  2295 ·  2296 ·  2297 ·  2298 ·  2299 ·  2300 ·  2301 ·  2302 ·  2303 ·  2304 ·  2305 ·  2306 ·  2307 ·  2308 ·  2309 ·  2310 ·  2311 ·  2312 ·  2313 ·  2314 ·  2315 ·  2316 ·  2317 ·  2318 ·  2319 ·  2320 ·  2321 ·  2322 ·  2323 ·  2324 ·  2325 ·  2326 ·  2327 ·  2328 ·  2329 ·  2330 ·  2331 ·  2332 ·  2333 ·  2334 ·  2335 ·  2336